# Gambrus varians
Gambrus varians là một loài tò vò trong họ Ichneumonidae.